# Zune
Zune — портативный медиаплеер 2006 года на Windows Embedded. Включало базовое ПО и интернет-сервис от компании Microsoft.
Проигрыватели Zune поставляются в двух вариантах — с жёстким диском или флеш-памятью. Оба варианта способны проигрывать музыку и видео, отображать изображения, а также имеют FM-радиоприёмник с RDS. Они могут обмениваться файлами с другими проигрывателями Zune посредством Wi-Fi, а также с Xbox 360 и ПК под управлением Microsoft Windows через USB. Zune может быть синхронизирован с Windows через Wi-Fi. Zune совместим с Mac OS X, судя по всему из-за того, что Windows Phone синхронизируется с компьютером при помощи Zune Software.
Основными конкурентами для Zune являются iTunes и плеер iPod от компании Apple.

## Программная платформа
В плеере Zune компания Microsoft использовала одну из вариаций своей встроенной операционной системы — Windows Embedded.
Разработчикам игр для плеера Zune компания Microsoft предлагает использовать универсальный набор инструментов — Microsoft XNA, позволяющий создавать игры для платформ Windows, Xbox 360 и плеера Microsoft Zune.

### Характеристики
|                                                             | Zune 30 | Zune 4 | Zune 8 | Zune 16 | Zune 80 | Zune 120 | Zune HD                                              |
| ----------------------------------------------------------- | --- | --- | --- | --- | --- | --- | ---------------------------------------------------- |
| Размеры, см                                                 | 6,1 × 11,2 × 1,5 | 4,1 × 9,1 × 0,8 | 4,1 × 9,1 × 0,8 | 4,1 × 9,1 × 0,8 | 6,1 × 10,8 × 1,3 | 6,1 × 10,8 × 1,3 | 5,27 × 10,21 × 0,89                                  |
| Масса, г                                                    | 158 | 47 | 47 | 47 | 127,6 | 127,6 | 73,7                                                 |
| Экран, см / разрешение                                      | 7,6 / 240×320 | 4,6 / 240×320 | 4,6 / 240×320 | 4,6 / 240×320 | 8,1 / 240×320 | 8,1 / 240×320 | 8,4 / 480×272                                        |
| ПЗУ, Гб                                                     | 30 HDD | 4 SSD | 8 SSD | 16 SSD | 80 HDD | 120 HDD | 16/32/64                                             |
| Wi-Fi                                                       | Zune-to-Zune, синхронизация с компьютером, подключение к беспроводным сетям, многопользовательские игры, покупки через фирменные сервисы                             | Zune-to-Zune, синхронизация с компьютером, подключение к беспроводным сетям, многопользовательские игры, покупки через фирменные сервисы                                         | Zune-to-Zune, синхронизация с компьютером, подключение к беспроводным сетям, многопользовательские игры, покупки через фирменные сервисы                                         | Zune-to-Zune, синхронизация с компьютером, подключение к беспроводным сетям, многопользовательские игры, покупки через фирменные сервисы                                         | Zune-to-Zune, синхронизация с компьютером, подключение к беспроводным сетям, многопользовательские игры, покупки через фирменные сервисы | Zune-to-Zune, синхронизация с компьютером, подключение к беспроводным сетям, многопользовательские игры, покупки через фирменные сервисы | доступ к сервису Zune Marketplace / интернет-сёрфинг |
| Расцветки                                                   | Чёрный, коричневый, белый, ярко-розовый, розовый | Чёрный, зелёный, красный, розовый, голубой | Чёрный, зелёный, красный, розовый, голубой | Чёрный, зелёный, красный, розовый, голубой | Чёрный, красный | Чёрный, голубой, красный | Чёрный, серебряно-бронзовый                          |
| Ограниченные серии                                          | Оранжевый, коричневый (Zune Halo 3 Edition), красный, розовый бриллиант (Nylon magazine), чёрный (Zune Halo 3 Edition, Wisin & Yandel, Adult Swim, Microsoft Interns | Citron 16 GB (Zune Employees), золотой 8 GB, чёрный 8 GB (Allen Iverson), зелёный 4 GB (2008 Democratic National Convention), красный 4 GB (2008 Republican National Convention) | Citron 16 GB (Zune Employees), золотой 8 GB, чёрный 8 GB (Allen Iverson), зелёный 4 GB (2008 Democratic National Convention), красный 4 GB (2008 Republican National Convention) | Citron 16 GB (Zune Employees), золотой 8 GB, чёрный 8 GB (Allen Iverson), зелёный 4 GB (2008 Democratic National Convention), красный 4 GB (2008 Republican National Convention) | золотой (GOODS), чёрный (Joy Division)                                                                                                   | Чёрный (Gears of War 2 Edition) | Розовый (Valentine’s Day)                            |
| Навигация                                                   | Круговая навигационная панель | Zune Pad | Zune Pad | Zune Pad | Zune Pad | Zune Pad | сенсорный экран (Multi-touch)                        |
| Дата выхода                                                 | ноябрь 2006 | ноябрь 2007 | ноябрь 2007 | сентябрь 2008 | ноябрь 2007 | сентябрь 2008 | 15 сентября 2009                                     |
| Время автономной работы (воспроизведение аудио/видео), часы | 12/3,5 | 24/4 | 24/4 | 24/4 | 30/4 | 30/4 | 33/8,5 (HD Video)                                    |

## Zune в культуре
- В фильме Стражи Галактики. Часть 2 помощник капитана Йонду, Краглин даёт главному герою новый плеер Zune взамен сломанного антагонистом кассетного плеера Sony Walkman.
- В 22 эпизоде третьего сезона ситкома «Теория Большого взрыва» в воспоминаниях героя сериала Леонарда Хофстедтера Шелдон Купер говорит Раджу Кутропали, что тот сильно пожалеет о покупке iPod после того, как Microsoft выпустит собственный плеер (намёк на Zune) .
- В 19 эпизоде седьмого сезона ситкома «Теория Большого взрыва» герой сериала Шелдон Купер в ироничной форме упоминает плеер Zune как несостоявшийся и непопулярный проигрыватель.
- В мультсериале «Симпсоны» 24 сезон 2 серия, плеер воспринимается инопланетянами как дар из другого измерения.
- В 6-й серии 2-го сезона сериала «Кремниевая долина» Zune упоминается как пример крайне плохого и неуспешного устройства.